# Paralinhomoeus lepturus
Paralinhomoeus lepturus är en rundmaskart som först beskrevs av De Man. 1907.  Paralinhomoeus lepturus ingår i släktet Paralinhomoeus och familjen Linhomoeidae. Arten är reproducerande i Sverige. Inga underarter finns listade i Catalogue of Life.